# Snake Island, British Columbia
Snake Island är en ö i Kanada.   Den ligger i provinsen British Columbia, i den sydvästra delen av landet, 3 600 km väster om huvudstaden Ottawa.
Runt Snake Island är det tätbefolkat, med 397 invånare per kvadratkilometer.